# 金凯街道
金凯街道是中华人民共和国广西壮族自治区南宁市江南区下辖的一个街道办事处。

## 行政区划
金凯街道下辖以下村级行政区划单位：
金凯社区、群益园艺场社区、凤江社区、圭贝社区、星凯社区、洪凯社区、高岭村、黄茅坪村、居仁村、新联村、华联村。